# Biegun wegetatywny
Biegun wegetatywny – część zwierzęcej komórki jajowej zawierająca cytoplazmę bogatą w materiał odżywczy (żółtko). Występuje w jajach typu telolecytalnego lub mezolecytalnego. Charakteryzuje się słabszym przebiegiem procesów metabolicznych. Powstaje z niego endoderma. Po jego przeciwnej stronie leży biegun animalny.